# Dům kultury (Bitola)
Dům kultury (makedonsky Дом на култура) se nachází v severomakedonském městě Bitola, v ulici Širok Sokak v historickém centru města. Brutalistická budova, která byla budována v letech 1976–1980, byla prací architektů Aleksandra Smilevského a Marka Mišiće. Dům slouží jako divadlo, kino, koncertní sál i výstavní prostor.

## Stavba
Stavební práce na domu kultury trvaly celkem čtyři roky. Slavnostní otevření budovy se uskutečnilo dne 11. října 1980 na výročí vypuknutí partyzánského povstání v Makedonii.

## Využití
Nápadným prvkem stavby je rozčlenění plochy čtvercového půdorysu a měděný obklad střechy a stropu. 
Palác má celkem dva sály; velký sál s kapacitou 1000 míst, který má multifunkční charakter, a malý sál, určený pro divadelní představení. V centru se konají i některá mezinárodní představení, jako jsou např. Ilindenské dny, Shakespearovské slavnosti nebo Braḱa Manaki. Po 36 letech od vzniku budovy se má uskutečnit i první rekonstrukce fasády (obnovy interiéru již proběhly), rekonstrukce nemá narušit původní vzhled a ztvárnění stavby.
Před budovou Domu kultury se nachází několik uměleckých děl (soch).